# Kerry Blackshear
Kerry Blackshear Jr. (Orlando, Florida, 28 de enero de 1997) es un jugador profesional estadounidense de baloncesto, que mide 2,08 metros y actualmente juega en la posición de pívot para los Hiroshima Dragonflies de la B.League de Japón.

## Profesional
Es un pívot formado en la Maynard Evans High School de Orlando, antes de comenzar su formación universitaria en 2015 en los Virginia Tech Hokies durante cuatro temporadas, a pesar de no jugar durante la temporada 2016-17. En su último año universitario ingresa en los Florida Gators para disputar la NCAA en la temporada 2019-20, en la que promedia 12 puntos y 7 rebotes por partido.
Tras no ser elegido en el draft de la NBA de 2020, el 9 de agosto de 2020 se marcharía a Israel para debutar como profesional en las filas del Hapoel Galil Gilboa de la Ligat Winner.
El 24 de agosto de 2021, firma como jugador del Galatasaray Doğa Sigorta de la Türkiye Basketbol 1. Ligi.
Blackshear se unió a los Hiroshima Dragonflies de la B.League de Japón en  junio de 2022.